# Sistemàtica evolutiva
La sitemàtica evolutiva o evolucionista és una escola de classificació que té com a finalitat determinar no sols la genealogia, sinó també l'evolució dels diferents llinatges que componen un tàxon.

## Història
Fins als anys 40 del segle xx, la sistemàtica va romandre aliena als nous marcs teòrics apareguts en la biologia. Sens dubte, s'havia intentat, des de Darwin i Haeckel, aplicar la teoria de l'evolució a la sistemàtica, però amb poc èxit. La major part dels treballs sistemàtics es limitaven a la mera descripció; es descrivia les espècies, es proporcionaven els mitjans per reconèixer-les i se situaven en la jerarquia linneana.
En la dècada dels 40, es va produir una revolució conceptual a la sistemàtica; els sistemàtics van començar a interessar-se, no sols per la descripció, sinó per l'esclariment de la història i l'evolució dels éssers vius. Fruit d'aquestes noves inquietuds van sorgir tres grans escoles sistemàtiques: sistemàtica evolutiva, sistemàtica fenètica (o taxonomia numèrica) i sistemàtica filogenètica (o cladística).

## La Nova Sistemàtica o Sistemàtica Evolutiva
La Sistemàtica Evolutiva va ser fundada principalment per J. Huxley, E. Mayr i G. G. Simpson i va plantejar per primera vegada d'una manera formal la manera de reconstruir filogènies i de representar-les en forma de classificacions.
El punt de partida d'aquesta escola és un volum col·lectiu editat per J. S. Huxley el 1940 titulat The New Systematics. La idea de base era que les espècies, que eren l'objecte principal dels sistemàtics anteriors, estan formades de poblacions i que l'estudi detallat de les esmentades poblacions i de les seves variacions seria particularment fèrtil per discernir els processos evolutius. La Nova Sistemàtica (com es va denominar al principi aquesta escola) instava, doncs, a centrar la investigació sobre les poblacions més que sobre les espècies.
Per a E. Mayr, ornitòleg que va desenvolupar les idees d'Huxley, era bàsic que la Nova Sistemàtica prengués en consideració les dades proporcionades per disciplines que llavors estaven en ple desenvolupament, com la citologia, la genètica, l'ecologia, la fisiologia o l'etologia, la qual cosa serviria per contrastar els resultats obtinguts per la morfologia, i a prestar una màxima atenció als processos en comptes de a les estructures.
Una altra important contribució al nou plantejament de la sistemàtica va ser la del paleontòleg G. G. Simpson. Segons aquest autor:
- La sistemàtica té com a unitat bàsica la població.
- La variació és un element essencial de la naturalesa i de la definició de les poblacions.
- Les poblacions són sistemes dinàmics que evolucionen.
- L'espècie sols pot definir-se en termes de dinàmica, d'evolució, de genètica, de relacions dins i entre les poblacions i no en termes d'estructures morfològiques fixes.

## Mètodes de la Sistemàtica Evolutiva
La sistemàtica evolutiva es fonamenta en la genealogia i en la similitud. Atorga una importància cabdal al grau d'adaptació per establir les classificacions. El grau d'adaptació és una unitat anagenética, és a dir, un estat de progrés, de perfecció evolutiva.
Per avaluar aquest nivell d'adaptació, la sistemàtica evolutiva utilitza quatre criteris principals:
- Discontinuïtat morfològica. Si dos tàxons són molt diferents, es classifiquen en grups diferents.
- Nínxol adaptatiu. Una zona adaptativa excepcional justifica un rang jeràrquic més elevat en la classificació.
- Riquesa d'espècies. Un grup que contingui moltes espècies tindrà un rang més elevat que un pobre en espècies.
- Monofiletisme mínim. Els grups han de descendir d'un mateix avantpassat, però no contenir forçosament tots els descendents d'aquest.

Els arbres evolutius obtinguts aplicant aquests criteris reben el nom de filogrames.

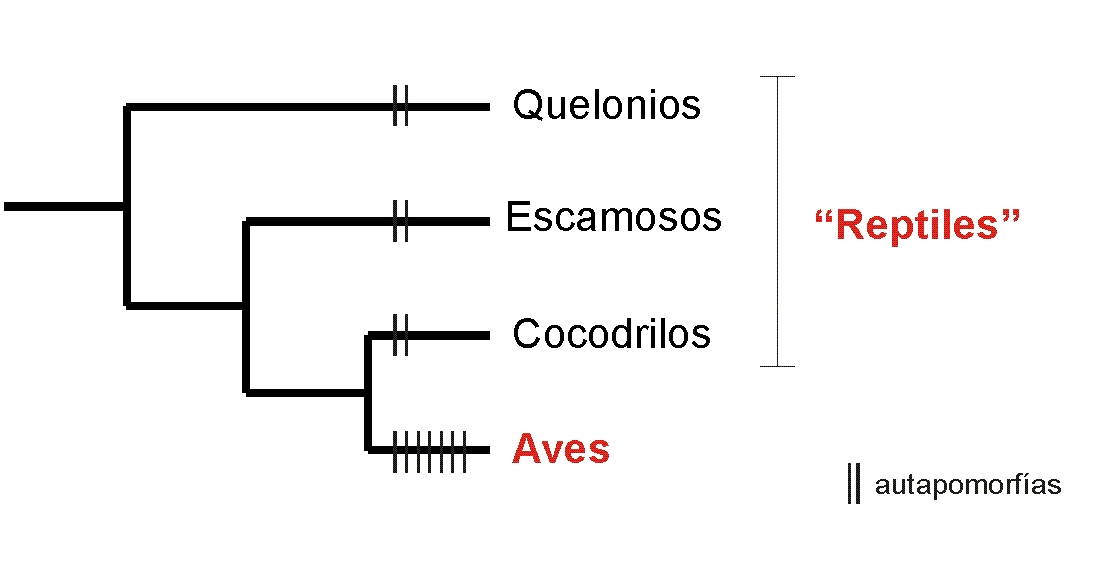
Cladograma en el qual es mostra la relació de parentiu entre els rèptils actuals i les aus

Segons Mayr, donats dos grups germans, un pot estar biològicament molt proper a l'espècie ancestral (com els cocodrils, al cladograma adjunt), mentre que l'altre pot haver adquirit un nou nínxol adaptatiu i haver evolucionat cap a un nou tipus (les aus al cladograma). En aquestes condicions, si els seus caràcters biològics s'han fet molt diferents, aquests grups tindran un rang diferent en la jerarquia linneana. Per a avaluar el grau de diferència entre grups germans, els evolucionistes es fonamenten en el nombre d'autapomorfies, és a dir, de novetats evolutives exclusives que determinen el tàxon més evolucionat. Així, les relacions entre les aus i els rèptils actuals són les mostrades al cladograma següent. Segons la sistemàtica evolutiva, atès que les aus han acumulat nombroses autapomorfies, han ocupat un nínxol adaptatiu totalment diferent del dels rèptils actuals i posseïxen moltes més espècies que ells, és justificat separar-les en un tàxon propi; el tàxon rèptils és monofilètic segons la sistemàtica evolutiva (monofiletisme mínim), però parafilètic segons la cladística, ja que no inclou tots els descendents de l'avantpassat comú entre aus i rèptils.
La sistemàtica evolutiva i la cladística van lliurar durant gairebé vint anys a una controvèrsia en la qual el dogmatisme i la mala fe no van estar sempre absents. No obstant això, després d'alguns anys, un gran consens es va establir entre els partidaris de la sistemàtica evolutiva per acceptar el principi fonamental de la sistemàtica cladística: que els grups d'organismes no poden establir-se més que sobre la base de caràcters comuns i exclusius, les sinapomorfies, que pot pensar-se que van ser heretats d'un avantpassat comú.